# Odontoschisma macounii
Odontoschisma macounii là một loài rêu tản trong họ Cephaloziaceae. Loài này được (Austin) Underw. miêu tả khoa học lần đầu tiên năm 1884.